# Jasper Stuyven
Jasper Stuyven (Lovaina, 17 de abril de 1992) es un ciclista profesional belga miembro del equipo estadounidense Lidl-Trek.
En 2009, en Moscú, fue campeón del mundo en categoría júnior y el 11 de abril de 2010 ganó la París-Roubaix júnior. Debutó en 2012 como profesional en las filas del equipo Bontrager Livestrong Team.

## Palmarés

### Ruta
2012
- 1 etapa de la Cascade Classic

2013
- Vuelta al Alentejo, más 1 etapa
- 1 etapa del Tour de Beauce

2015
- 1 etapa de la Vuelta a España

2016
- Kuurne-Bruselas-Kuurne

2017
- 3.º en el Campeonato de Bélgica en Ruta
- 1 etapa del BinckBank Tour

2018
- 3.º en el Campeonato de Bélgica en Ruta
- 1 etapa del BinckBank Tour
- Gran Premio de Valonia
- Gran Premio Jef Scherens

2019
- Vuelta a Alemania

2020
- Omloop Het Nieuwsblad

2021
- Milán-San Remo

2023
- 3.º en el Campeonato de Bélgica en Ruta

### Grava
2023
- Campeonato Europeo en Grava

## Resultados

### Grandes Vueltas
| Carrera | Carrera         | 2012 | 2013 | 2014 | 2015 | 2016 | 2017 | 2018 | 2019 | 2020 | 2021 | 2022 | 2023 | 2024 | 2025 |
| ------- | --------------- | ---- | ---- | ---- | ---- | ---- | ---- | ---- | ---- | ---- | ---- | ---- | ---- | ---- | ---- |
|         | Giro de Italia  | —    | —    | —    | —    | —    | 98.º | —    | —    | —    | —    | —    | —    | 92.º | —    |
|         | Tour de Francia | —    | —    | —    | —    | 99.º | —    | 63.º | 43.º | 71.º | 39.º | 80.º | 79.º | 61.º | 62.º |
|         | Vuelta a España | —    | —    | 88.º | Ab.  | —    | —    | —    | —    | —    | —    | —    | —    | —    | —    |

—: no participa

Ab.: abandono

### Clásicas y Campeonatos
| Omloop Het Nieuwsblad   | Omloop Het Nieuwsblad   | — | —             | —             | —             | 9.º   | 8.º           | 4.º           | 40.º          | 1.º           | 83.º | 10.º | 58.º | 7.º  | 48.º |    |    |
| Kuurne-Bruselas-Kuurne  | Kuurne-Bruselas-Kuurne  | — | —             | —             | —             | 1.º   | 2.º           | 38.º          | —             | 5.º           | 22.º | 15.º | 10.º | 10.º | 38.º |    |    |
| Strade Bianche          | Strade Bianche          | — | —             | —             | Ab.           | 26.º  | 40.º          | Ab.           | —             | —             | —    | —    | —    | —    | —    |    |    |
|                         | Milán-San Remo          | — | —             | —             | —             | —     | 39.º          | 10.º          | 79.º          | —             | 1.º  | —    | 10.º | 8.º  | 23.º |    |    |
| E3 Harelbeke            | E3 Harelbeke            | — | —             | Ab.           | —             | 5.º   | Ab.           | 6.º           | 58.º          | —             | 14.º | 15.º | 50.º | 2.º  | 5.º  |    |    |
| Gante-Wevelgem          | Gante-Wevelgem          | — | —             | —             | —             | —     | 46.º          | 9.º           | 17.º          | 38.º          | —    | 4.º  | 36.º | 41.º | 43.º |    |    |
| A Través de Flandes     | A Través de Flandes     | — | —             | 33.º          | —             | 20.º  | —             | 10.º          | 14.º          | —             | 10.º | —    | 34.º | Ab.  | 18.º |    |    |
|                         | Tour de Flandes         | — | —             | 61.º          | 32.º          | 118.º | 51.º          | 7.º           | 19.º          | 26.º          | 4.º  | 50.º | 26.º | —    | 5.º  |    |    |
| Scheldeprijs            | Scheldeprijs            | — | —             | —             | 26.º          | —     | —             | —             | —             | 56.º          | —    | —    | —    | —    | —    |    |    |
|                         | París-Roubaix           | — | —             | 55.º          | 49.º          | 39.º  | 4.º           | 5.º           | 27.º          | X             | 25.º | 7.º  | 20.º | —    | 95.º |    |    |
| Flecha Brabanzona       | Flecha Brabanzona       | — | —             | Ab.           | Ab.           | —     | —             | —             | —             | —             | 38.º | —    | —    | —    | —    |    |    |
| Amstel Gold Race        | Amstel Gold Race        | — | —             | —             | —             | —     | —             | Ab.           | —             | —             | Ab.  | —    | —    | —    | —    |    |    |
| Cyclassics Hamburg      | Cyclassics Hamburg      | — | —             | —             | —             | 78.º  | 7.º           | —             | —             | X             | X    | —    | —    | —    |      |    |    |
| Clásica San Sebastián   | Clásica San Sebastián   | — | —             | —             | Ab.           | —     | —             | —             | —             | X             | —    | —    | —    | —    |      |    |    |
| Bretagne Classic        | Bretagne Classic        | — | —             | —             | —             | 47.º  | Ab.           | —             | —             | —             | 7.º  | —    | —    | 49.º |      |    |    |
| Gran Premio de Quebec   | Gran Premio de Quebec   | — | —             | —             | —             | 50.º  | 18.º          | 3.º           | 5.º           | X             | X    | 76.º | —    | —    |      |    |    |
| Gran Premio de Montreal | Gran Premio de Montreal | — | —             | —             | —             | 12.º  | 14.º          | 14.º          | 29.º          | X             | X    | 62.º | —    | —    |      |    |    |
|                         | Giro de Lombardía       | — | —             | —             | —             | Ab.   | —             | —             | —             | —             | —    | —    | —    | —    |      |    |    |
| París-Tours             | París-Tours             | — | —             | 37.º          | 101.º         | —     | —             | —             | —             | —             | 3.º  | —    | 37.º | —    |      |    |    |
| JJ. OO. (Ruta)          | JJ. OO. (Ruta)          | — | No se disputó | No se disputó | No se disputó | —     | No se disputó | No se disputó | No se disputó | No se disputó | —    | ND   | ND   | 21.º | ND   | ND | ND |
| Mundial en Ruta         | Mundial en Ruta         | — | —             | —             | —             | 24.º  | 89.º          | —             | —             | Ab.           | 4.º  | 47.º | 6.º  | Ab.  |      |    |    |
| Europeo en Ruta         | Europeo en Ruta         | X | X             | X             | X             | —     | —             | 12.º          | —             | 5.º           | —    | —    | 12.º | —    |      |    |    |
| Bélgica en Ruta         | Bélgica en Ruta         | — | —             | 6.º           | —             | Ab.   | 3.º           | 3.º           | 23.º          | 55.º          | 8.º  | 63.º | 3.º  | 17.º | 63.º |    |    |

 —: No participa

Ab.: Abandona

X: Ediciones no celebradas

## Equipos
- Bontrager (2012-2013)
  - Bontrager-Livestrong Team (2012)
  - Bontrager Cycling Team (2013)
- Trek (2014-)
  - Trek Factory Racing (2014-2015)
  - Trek-Segafredo (2016-2023)
  - Lidl-Trek (2023-)